# Nils Håkansson (Läma)
Nils Håkansson (Läma), född på 1300-talet, död 1300-talet, var en svensk häradshövding.

## Biografi
Nils Håkansson (Läma)  var son till riksrådet och marsken Håkan Jonsson (Läma) och Kristina Nilsdotter (Natt och Dag). Han omnämns första gången 1334 och var från 1364 till 12 oktober 1370 häradshövding i Bråbo härad. Den 25 juli 1377 skrev han ett testamente på Bysta i Askers socken och valde då även sin grav i Linköpings domkyrka.

### Egendom
Nils Håkansson fick 1339 jord i Sköllersta härad av sin mor och ärvde senare gods i Konga härad av sin farbror Mattias Jonsson (Läma), som han bytte bort 1343 mot brodern Mats Håkanssons (Läma) arv i Allbo härad och Kinnevalds härad.

### Familj
Nils Håkansson  var 4 augusti 1345 gift med Iliana Nilsdotter (Bielke) (levde 1377), dotter till riddaren Nils Dannes Turesson och Ingeborg Larsdotter (Lar Botolfssons ätt). De fick tillsammans nunnan Kristina Nilsdotter i Skänninge nunnekloster och Ingeborg Nilsdotter som var gift med häradshövdingen Böghil van Hoo i östra Närke.